# Arlen Escarpeta
Arlen Alexander Escarpeta, född 9 april 1981 i Belize, är en belizisk-amerikansk skådespelare.

## Karriär
År 2000 fick Escarpeta sin allra första filmroll, i Greg Morgan-filmen The Playaz Court. Under åren som följde, så medverkade han i olika TV-program, såsom Boston Public, The Shield, Vem dömer Amy?, och Boomtown. År 2002 syntes Escarpeta i thrillerfilmen High Crimes. Samma år som han medverkade i denna film, så fick han även rollen som Sam Walker, i NBC-serien Drömmarnas tid.
Escarpeta medverkade därefter i kriminaldramafilmen American Gun, som premiärvisades för första gången i september 2005, samt i TV-serierna Cityakuten och Cold Case. Året efter, det vill säga år 2006, spelade han även mot Matthew McConaughey och Matthew Fox, i den biografiska dramafilmen We Are Marshall.
År 2007 medverkade Escarpeta i David Wains komedifilm Hårda bud. Han medverkade också i TV-serierna Law & Order: Special Victims Unit och Brottskod: Försvunnen, under samma år. År 2009 syntes han bland annat även i rollen som Lawrence, i nyinspelningen av skräckfilmen Fredagen den 13:e. Han medverkade därefter i det kortlivade sjukhusdramat Mental, detta på TV-kanalen Fox.
Escarpeta fick sedan, efter sin medverkan i Friday the 13th, ett flertal andra huvudroller, bland annat i thrillern Brotherhood år 2010. Han skulle senare även komma att få rollen som Nathan Sears, i 3D-skräckfilmen Final Destination 5. Han fick även chansen att ge röst åt denna karaktär, detta i den latinamerikanska omdubbbingsversionen av filmen.
I november 2011 medverkade Escarpeta i The CW-serien The Secret Circle. Han medverkade också i ett avsnitt av Fox-serien House (2012), NBC-serien Grimm (2014), och CBS-serien Extant (2014).
År 2015 spelade Escarpeta rollen som Whitney Houstons exmake Bobby Brown, i biografifilmen Whitney, som hade premiär på TV-kanalen Lifetime, den 17 januari det året.

## Filmografi (i urval)

### Filmer
- 2002 – High Crimes
- 2005 – American Gun
- 2006 – We Are Marshall
- 2007 – Hårda bud
- 2009 – Friday the 13th
- 2010 – Brotherhood
- 2011 – Midnight Son
- 2011 – Final Destination 5
- 2013 – Star Trek Into Darkness
- 2014 – Into the Storm
- 2015 – Whitney
- 2016 – Wolves at the Door

### TV-serier
- 2000 – Boston Public (TV-serie)
- 2001 – Vem dömer Amy? (TV-serie) (även 2005)
- 2002 – The Shield (TV-serie)
- 2002 – Boomtown (TV-serie)
- 2002–2005 – Drömmarnas tid (TV-serie)
- 2005 – Cityakuten (TV-serie)
- 2005 – Cold Case (TV-serie)
- 2006 – Sjunde himlen (TV-serie)
- 2007 – Brottskod: Försvunnen (TV-serie)
- 2007 – Law & Order: Special Victims Unit (TV-serie)
- 2009 – Mental (TV-serie)
- 2011 – The Secret Circle (TV-serie)
- 2011 – NCIS: Los Angeles (TV-serie)
- 2012 – House (TV-serie)
- 2012 – The Client List (TV-serie)
- 2014 – Extant (TV-serie)
- 2014 – Grimm (TV-serie)
- 2015 – NCIS (TV-serie)
- 2017–2018 – The Magicians (TV-serie)
- 2018 – The Oath (TV-serie)
- 2018 – S.W.A.T. (TV-serie)
- 2019 – I Am the Night (TV-serie)
- 2023 – Found (TV-serie)